# Old Tom Morris
Old Tom Morris, vlastním jménem Thomas Mitchell Morris (16. června 1821 St Andrews – 24. května 1908 St Andrews) byl skotský golfista. 
Pocházel z rodiny tkalce a golfu se věnoval od dětství na místním hřišti St Andrews Links. Pracoval jako caddie a od čtrnácti let hrál s prvním profesionálním golfistou Allanem Robertsonem. Pracoval v Robertsonově formě na výrobu golfového vybavení, odkud byl propuštěn za používání nových gutaperčových míčků, v nichž viděl Robertson hrozbu pro své podnikání. V letech 1851 až 1864 pracoval Morris jako správce hřiště pro klub v Prestwicku, pak se vrátil do rodného města. Na britských ostrovech navrhl 75 nových golfových hřišť. Začal používat písek ke zpevnění greenu, což umožnilo hrát golf i na dosud neobvyklých místech. Zavedl také hru na 18 jamek a samostatná odpaliště, vyvinul kovovou vložku umožňující standardizaci velikosti jamek. Značnou pozornost věnoval údržbě trávníků, které často hnojil a zavlažoval, jako první začal na hřištích používat sekačky. V St Andrews také provozoval dílnu na výrobu golfových holí. 
V roce 1860 stál u zrodu turnaje The Open Championship, jehož cílem bylo najít Robertsonova nástupce na postu světové golfové jedničky. Zúčastnil se 35 ročníků, vyhrál v letech 1861, 1862, 1864 a 1867 a skončil druhý v letech 1860, 1863 a 1868. Je nejstarším vítězem v historii turnaje, když mu v roce 1867 bylo 46 let. Pro svůj vliv na rozvoj sportu byl nazýván Velký starý muž golfu (The Grand Old Man of Golf). Špičkovým golfistou byl také jeho syn, jemuž se pro odlišení říkalo Young Tom Morris.
V roce 1976 byl přijat do Světové golfové síně slávy. Ke 250. výročí golfového klubu v St Andrews byla vydána pamětní pětilibrovka s Morrisovým portrétem. Jason Connery o něm v roce 2016 natočil životopisný film Tommy's Honour.